# Supercoppa degli Emirati Arabi Uniti 2016
La UAE Super Cup 2016 si è disputata il 13 settembre 2016 allo 30 June Air Defence Stadium di Il Cairo. La sfida ha visto contrapposte l'Al-Ahli Club, vincitore della UAE Arabian Gulf League 2015-2016, e l'Al-Jazira Club, vincitrice della Coppa del Presidente degli Emirati Arabi Uniti 2015-2016.

## Tabellino
| Arbitro: | Adel Al Naqbi |

|                                          |           |                    |
| Mohamed Fawzi 44’ (aut.) Lima 69’ (rig.) | Marcatori | 90+5’ Thiago Neves |